# Jesaja (boek)

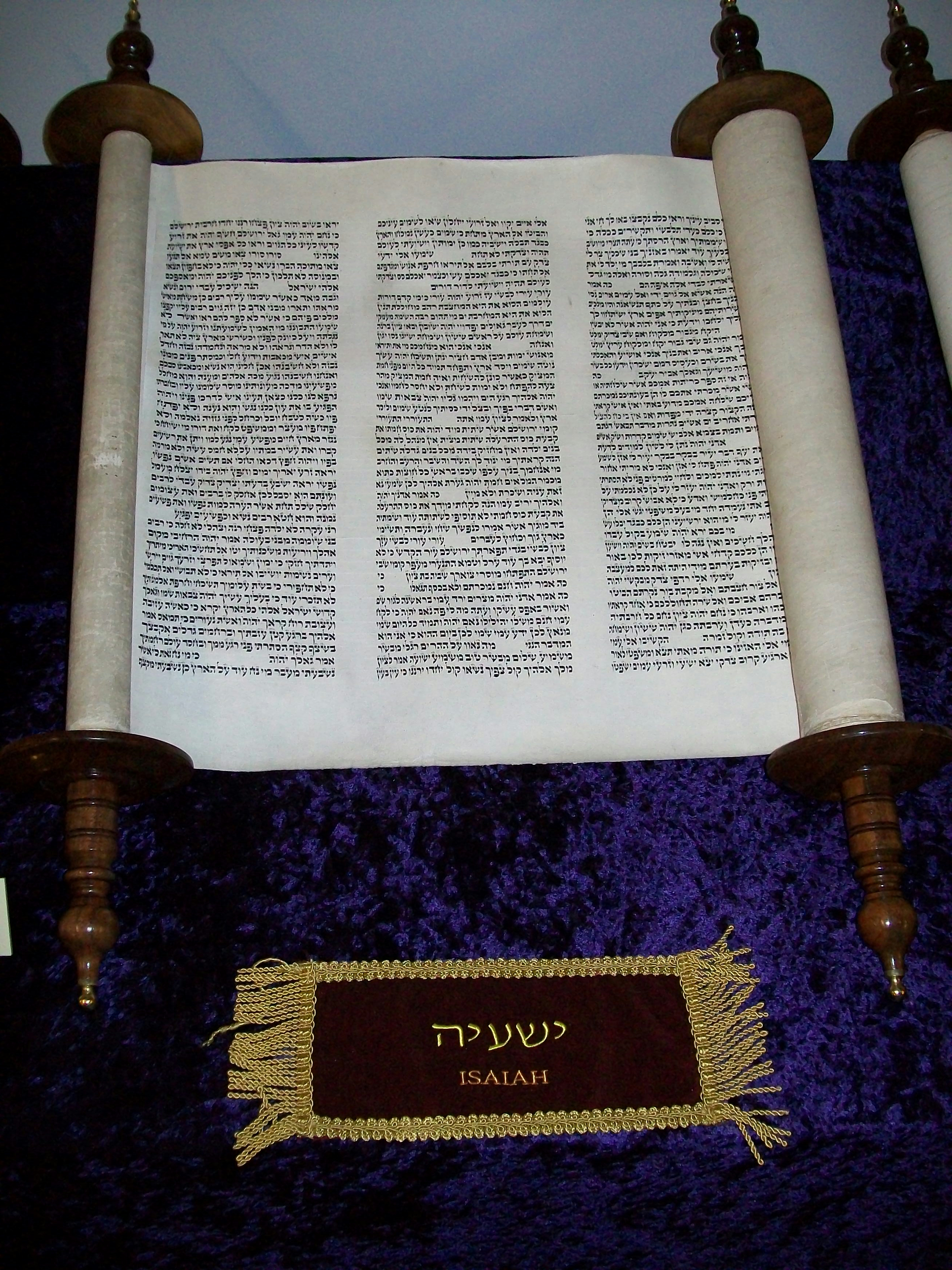
Boekrol van Jesaja in het Hebreeuws

Jesaja (Hebreeuws: יְשַׁעְיָהוּ, Jeshajahoe, "redding van God") is een van de boeken van de Hebreeuwse Bijbel en wordt gerekend tot de grote profeten. In de Tenach wordt het boek gerekend tot de latere profeten (Neviiem Acharoniem).

## Auteur(s), datering en oorsprong
Volgens de traditionele opvatting is de profeet Jesaja de schrijver (Jesaja 1:1). Jesaja trad tussen 750 en 700 v.Chr. op als profeet aan het hof van de koningen van het Koninkrijk Juda.
In de Bijbelwetenschap is er consensus dat de hoofdstukken 40-66 uit een latere periode dan de 8e eeuw v.Chr. stammen, want de tekst in deze hoofdstukken geven duidelijk de situatie van de 6e eeuw v.Chr. en latere eeuwen weer. Zo beschrijven de hoofdstukken 40-55 Jeruzalem als verwoeste stad (en zijn niet in de vorm van een profetie geschreven) en de Babylonische ballingschap is reeds een feit - ze spreken over het heden waarin de ballingschap ten einde zal komen. Hoofdstukken 56-66 veronderstellen een nog latere situatie, waarin het volk alweer is teruggekeerd naar Jeruzalem en de herbouw van de Joodse tempel al is gestart. Na hoofdstuk 39 wordt Jesaja niet meer genoemd en er is een duidelijke breuk in stijl en theologie waarneembaar vanaf hoofdstuk 40. Diverse sleutelwoorden en -zinnen worden in de ene sectie aangetroffen en niet in de andere.
Ook in de hoofdstukken 1-39 wordt materiaal aangetroffen dat niet in de 8e eeuw v.Chr. is geschreven. Het baanbrekende onderzoek van Bernard Duhm toonde aan dat Jesaja in 3 fases is ontstaan. Sinds dit onderzoek is het daarom gebruikelijk te spreken over Proto-Jesaja, Deutero-Jesaja en Trito-Jesaja. De verbinding van Proto-Jesaja aan Deutero-Jesaja en Trito-Jesaja vond na de ballingschap plaats. Het exacte moment waarop deze verbinding plaatsvond is omstreden. Sommige onderzoekers denken dat Deutero-Jesaja een voortzetting van Proto-Jesaja is, die nooit zelfstandig heeft bestaan. Vermoedelijk werd tot in de vroege fase van het hellenisme nog doorgeschreven aan Jesaja. Bij de Dode Zee-rollen is een volledige versie van Jesaja aangetroffen (1QIsa a), dus de redactie moet uiterlijk in de 2e eeuw v.Chr. zijn afgerond.

### Hoofdstuk 1-39: Proto-Jesaja
Net als de andere geschriften in de Hebreeuwse Bijbel kreeg Proto-Jesaja in de loop van eeuwen zijn definitieve vorm. Er is goede reden aan te nemen dat de literaire kern van dit werk in de 8e-eeuwse ontstond. Het is echter methodologisch vrijwel onmogelijk vast te stellen of dit vroege materiaal teruggaat op Jesaja zelf of op zijn leerlingen. Jesaja 8:16 en 30:8 kunnen een aanwijzing zijn dat Jesaja zelf twee geschriften heeft opgesteld, die vermoedelijk uit een beperkt aantal orakels bestonden.
De hoofdstukken 6-8 en 28-31 worden beschouwd als de vroegste literaire kern van Proto-Jesaja, maar enig materiaal uit 1-12 en 13-23 zou ook uit de 8e eeuw v.Chr. kunnen stammen. Er is consensus dat dit waarschijnlijk geldt voor de volgende tekstdelen: 5:8-24, 6:1-11, 7:1-8, 8:1-15, heel hoofdstuk 20, 28:1-4,7-13,14-22, 29:1-4, 30:1-5, 31:1-3 en mogelijk ook voor de vredespassage 11:1-5. De radicaalste interpretatie is van Otto Kaiser en Uwe Becker die slechts een twintigtal verzen aan de profeet toeschrijven: 6:1-8, 8:1-4, 17:1-6, 28:1-10.
Er is brede overeenstemming over de these (oorspronkelijk van Hermann Barth) dat Proto-Jesaja een ingrijpende redactionele bewerking onderging tegen het einde van de 7e eeuw. De aanleiding hiervan was de zich voltrekkende ondergang van het Assyrische Rijk. Deze redactie wordt dan ook wel Assoer-redactie genoemd. Waarschijnlijk ontstonden toen de delen 14:24-27, 30:27-33 en 32:1-5.
In de periode van de Babylonische ballingschap en daarna werd verder geschreven aan Proto-Jesaja. De eerste grote uitbreiding uit die periode zijn de hoofdstukken 36-39, die mogelijk al tijdens de ballingschap zijn geschreven. Ook de verzameling volksspreuken in de hoofdstukken 13-23 is vermoedelijk al tijdens de ballingschap ontstaan. De apocalyps van Jesaja in 24-27 is daarentegen zeker een latere uitbreiding van na de periode van de ballingschap.

### Hoofdstuk 40-55: Deutero-Jesaja
De consensus is dat Deutero-Jesaja ("Tweede Jesaja") rond het midden van de 6e eeuw v.Chr. ontstond. De oudste tekstdelen ervan stammen dus uit de periode tegen het einde van de Babylonische ballingschap, om precies te zijn in het decennium tussen 550 en 540 v.Chr., waarin de Perzische koning Cyrus II de Grote optrad en in 539 v.Chr. Babylon veroverde en heerser werd over het Babylonische Rijk. Cyrus wordt in Deutero-Jesaja twee keer met zijn naam genoemd (44:28, 45:1) en wordt in andere tekstdelen duidelijk aangeduid en niet als een toekomstige, maar tegenwoordige persoon.
Dat dit tweede deel van het boek Jesaja niet uit de tijd van Jesaja stamt maar uit de periode van Babylonische ballingschap, werd al onderkend door de middeleeuwse commentator Abraham ibn Ezra (ca. 1093-1168 / 1089-1164). In de 18e eeuw werd dit door onderzoek van Eichhorn en Döderlein bevestigd.

### Hoofdstuk 56-66: Trito-Jesaja
De verschillen in taal, vorm en inhoud tussen Pseudo-Jesaja en Trito-Jesaja ("Derde Jesaja") werden voor het eerst methodisch in kaart gebracht door Bernard Duhm en sindsdien worden de hoofdstukken 56-66 als een zelfstandige eenheid beschouwd, met een eigen opschrift in 56:1.
Trito-Jesaja is in zijn geheel ontstaan na de Babylonische ballingschap. Het is niet duidelijk of het werk een voortzetting was van Proto-Jesaja of van Deutero-Jesaja. Er zijn verschillende theorieën over: 1. de drie delen zijn in onderlinge samenhang ontstaan, 2. Trito-Jesaja is ontstaan als een verzameling losse teksten van verschillende auteurs / redacteurs en 3. Trito-Jesaja is een uitbreiding op een of beide andere delen, met een eigen lange ontstaansgeschiedenis. De laatste hypothese wordt het meest gehanteerd, in diverse varianten. Zo denkt Steck dat Trito-Jesaja nooit zelfstandig heeft bestaan, omdat zelfs de oudste laag van 56-66 reeds een redactielaag is en dus moet worden beschouwd als een uitlegging van een andere, eerdere tekst. 60-62 is een voortzetting van Deutero-Jesaja en de rest van 56-66 betreft meerdere, tot in de 3e eeuw v.Chr. geschreven redactielagen die over het volledige boek Jesaja gaan. Volgens Koenen en Smith bestaat Trito-Jesaja uit twee lagen: het werk van de profeet Trito-Jesaja en een redactielaag.

## Inhoud
Inhoudelijk wordt Jesaja vaak beschouwd als een boek in 2 delen (hoofdstuk 1-33 en 34-66) met een overkoepelend thema. De inhoud kan als volgt worden samengevat:
- Het boek begint met het uitwerken van de thema's oordeel en daaropvolgend herstel voor de rechtvaardigen. God heeft een plan dat gerealiseerd zal worden op de "Dag van JHWH", wanneer Jeruzalem het centrum van Zijn wereldwijde heerschappij zal worden. Op die dag zullen alle naties van de wereld naar Zion (Jeruzalem) komen voor onderricht, maar eerst moet de stad worden gestraft en gereinigd van het kwaad. Israël wordt uitgenodigd om zich bij dit plan aan te sluiten. Hoofdstukken 5-12 leggen de betekenis uit van het Assyrische oordeel tegen Israël: een rechtvaardige heerschappij door de Davidische koning zal volgen nadat de arrogante Assyrische monarch ten val is gebracht. In de hoofdstukken 13–27 wordt de voorbereiding van de naties op de wereldheerschappij van JHWH aangekondigd; de hoofdstukken 28-33 kondigen aan dat er een koninklijke verlosser (een messias) zal opstaan in de nasleep van Jeruzalems straf en de vernietiging van haar onderdrukker.
- De onderdrukker (nu geïdentificeerd als Babylon in plaats van Assyrië) staat op het punt te vallen. De hoofdstukken 34-35 vertellen hoe JHWH de verloste ballingen naar Jeruzalem zal terugbrengen. De hoofdstukken 36-39 vertellen over de trouw van koning Hizkia aan JHWH tijdens de Assyrische belegering als model voor de herstelde gemeenschap. In de hoofdstukken 40-54 staat dat het herstel van Zion plaatsvindt, omdat JHWH, de schepper van het universum, de Perzische koning Cyrus de Grote heeft aangewezen als de beloofde messias en tempelbouwer. De hoofdstukken 55-66 zijn een aansporing aan Israël om zich aan het verbond te houden. Gods eeuwige belofte aan David wordt nu gedaan aan het volk van Israël/Juda in het algemeen. Het boek eindigt met het opleggen van gerechtigheid wanneer de laatste fasen van Gods plan in vervulling gaan, inclusief de bedevaart van de naties naar Zion en de realisatie van JHWHs koningschap.

### Structuur
Proto-Jesaja (hoofdstukken 1-39):
- 1–12: orakels tegen Juda;
- 13–23: orakels tegen vreemde naties;
- 24-27: de "Apocalyps van Jesaja";
- 28–35: "Wee"-roeping;
- 36–39: verhalen over het leven van Jesaja

Deutero-Jesaja (hoofdstukken 40-54) bestaat twee grote secties (40-48 en 49-54), waarbij de eerste nadruk legt op Israël, de tweede op Zion en Jeruzalem:
- Inleiding en conclusie waarin de kracht van Gods woord over alles wordt benadrukt;
- Tweede inleiding en conclusie daarbinnen waarin een heraut het heil aankondigt aan Jeruzalem;
- Fragmenten van hymnen die verschillende secties verdelen;
- De rol van vreemde naties, de val van Babylon en de opkomst van Cyrus als Gods uitverkorene;
- Vier "Dienstknecht liederen" die de boodschap van de profeet personaliseren;
- Enkele langere gedichten over onderwerpen als Gods macht en uitnodigingen aan Israël om op hem te vertrouwen;

Trito-Jesaja (hoofdstukken 55-66):
- Verzameling orakels in de jaren direct na de terugkeer uit Babylon.

## Jesaja in het christendom
Sinds de patristiek wordt het Oude Testament uitgelegd in lijn met de stelling van Augustinus van Hippo:
Novum Testamentum in Vetere latet, et in Novo Vetus patet.— Het Nieuwe Testament wordt in het Oude verborgen, het Oude wordt in het Nieuwe onthuld.
In het christendom worden de betiteling van Cyrus als Messias, de beschrijving van Israël als Dienaar en de beloofde verlossing van Israël daarom gezien als verwijzingen naar de komst van Jezus als de Messias. Met name de hoofdstukken 9, 11, 42, 49, 50, 52 en 53 zijn in dat kader van belang. De lijdende knecht van de HEER uit hoofdstuk 53 wordt in het Nieuwe Testament gezien als profetie over Jezus (Matteüs 8:17; Handelingen 8:32,33).
In het Nieuwe Testament wordt veelvuldig naar Jesaja verwezen, onder andere in de evangeliën. Een selectie van Nieuwtestamentische passages die naar Jesaja verwijzen:
- Matteüs 3:3
- Lucas 3:4-6 en 4:16-41
- Johannes 12:38, Handelingen 8:28
- Romeinen 10:16-21